# The Littles
The Littles is een boeken- en animatieserie van John Peterson, die werden gepubliceerd vanaf 1967 en zestien jaar later verscheen de animatieserie. In 1985 verscheen de film Here Come the Littles.
Vergelijkbaar met The Borrowers van Mary Norton zijn The Littles  een familie van kleine, maar intelligente, mensachtige wezens met muizentrekjes. Ze hebben een lange, harige staart en muisenoortjes. Ze zijn 10 tot 15 cm groot. Ze wonen in een huis van de Grote familie.
The Littles zijn vergelijkbaar met kabouters, ze wonen in de muren van het huis. De kinderen doen goede daden voor de grote mensen.